# Glacier de l'Infernet
Pour les articles homonymes, voir Infernet (homonymie).
Le glacier de l'Infernet est un glacier secondaire des îles Kerguelen dans les Terres australes et antarctiques françaises. Il est situé  au sud-ouest de la péninsule Rallier du Baty sur la Grande Terre.

## Toponymie
Le nom du glacier a été donné en 1966 par la commission de toponymie des îles Kerguelen en référence à un toponyme courant dans les Alpes françaises, qui désigne en provençal un « lieu aride exposé au vent ou d'accès difficile » ainsi qu'un « lieu situé dans un fond étroit ».

## Géographie
Décrivant une virgule à l'ouest du pied de la crête formée par le mont Raymond Rallier du Baty (1 166 m) et le mont Henri Rallier du Baty (1 262 m) – mais non alimenté par elle –, le glacier de l'Infernet est un glacier secondaire de l'important glacier Jean Brunhes situé au nord, présentant des aspects de calotte glaciaire sur la partie occidentale du massif Rallier du Baty.
Long d'environ 2,6 km, exposé au sud puis au sud-ouest, il s'épanche finalement vers l'ouest après avoir décrit une courbe de 90° pour alimenter la rivière de l'Infernet qui se jette dans une baie non nommée de l'océan Indien entre les caps de la Découverte et Rosily. Historiquement, le glacier allait jusqu'à la mer mais le recul du front glaciaire (désormais à environ 250 m d'altitude et 3,7 km de la côte) a donné naissance à la rivière de l'Infernet qui n'était pas aussi longue et nommée sur la carte de l'archipel datant de 1973.